# Kapust
Die Kapust war eine Dynastie von Chassidim aus Kopys, die sich auf die Chabad-Schule gründete.
Die ersten drei Rabbiner der Chabad-Schule waren Schneur Salman, Dovber Schneuri und Menachem Mendel Schneersohn, bekannt als Tzemach Tzedek. Als Tzemach Tzedek starb, hatte er keinen Nachfolger benannt. Sein Sohn Shmuel Schneersohn wurde Rabbiner in der Stadt Lubawitsch. Ein anderer Sohn, Rabbi Yehuda Leib Schneersohn (MaHarI"L, Acronym für "Moreinu HaRav Yehuda Leib" /unser Lehrer, der Rabbi Yehuda Leib), wurde  Kopuster Rebbe. Als er früh verstarb, führte sein Sohn Shlomo Zalman, Rabbiner, die  Kopuster Dynastie fort. Rabbi Shlomo Zalman war der Autor von Magen Avos, ein Werk über die Chassidim. Andere Söhne des Tzemach Tzedek wurden Rabbiner in Lyady, Babrujsk und Nischyn.

## Rabbiner der Chabad-Kopes
- Rabbi Yehuda Leib Schneersohn von Kopys (1811–1866)
- Rabbi Shlomo Zalman Schneersohn von Kopys (1830–1900)
- Rabbi Shmaryahu Noah Schneersohn von Kopys und Bobruisk (1846–1926)